# Axitectum
Axitectum (лат.) — род вымерших рептилиоморф из семейства быстровианид (Bystrowianidae) отряда хрониозухий. Ископаемые остатки известны из отложений нижнего триаса Нижегородской и Кировской областей.
Судя по размерам его позвоночника, это было довольно большое животное. Спина была покрыта полосами богато орнаментированных остеодермовых пластин, подобно нынешним крокодилам. Полосы перекрывались со следующей полосой на заднем крае.

## Таксономия и классификация
Род выделен Михаилом Александровичем Шишкиным и Игорем Витальевичем Новиковым в 1992 году. Типовой вид Axitectum vjushkovi известен по голотипу PIN 1025/334 (остеодермовая пластина). Был найден в вохминской формации (близ села Спасское) и назван в честь российского палеонтолога Вьюшкова. Второй вид, Axitectum georgi, выделен И. В. Новиковым и М. А. Шишкиным в 2000 году на основе другого щитка брони (голотип PIN 953/392), найденного в Фёдоровской формации яренского горизонта и назван в честь геолога Георгия Ивановича Блома. Вид Axitectum blomi, названный также в честь Г. И. Блома в 1992 году, теперь считается младшим синонимом типового вида.
По данным сайта Paleobiology Database, на январь 2018 года в род включают 2 вымерших вида:
- Axitectum georgi Novikov & Shishkin, 2000
- Axitectum vjuschkovi Shishkin & Novikov, 1992typus [syn. Axitectum blomi Shishkin & Novikov, 1992]